# امامزاده عبدالله کارشک
عبدالله ابن موسی الجون از نوادگان حسن مجتبی است که در روستای کارشک از توابع بخش نیمبلوک شهرستان قاینات مدفون شده‌است.

## نسب
او عبدالله بن موسی الجون بن عبدالله بن محض بن حسن مثنی بن حسن می‌باشد. موسی الجون دارای دوازده فرزند به نامهای زینب، ام کلثوم، فاطمه، رقیه، خدیجه، صفیه، ام‌الحسن، ملیکه، موسی، محمد، عبدالله و ابراهیم بود.
مادر عبدالله، ام سلمه دختر محمد بن طلحه بن عبدالرحمن بن ابی بکر بن ابی قحافه می‌باشد.
به استناد کتب معتبر انساب و متون تاریخی نسب این امامزاده به سه واسطه به حسن منتهی می‌شود. او فرزند موسی الجون و موسی الجون فرزند عبدالله محض و عبدالله محض فرزند حسن مثنی یکی از فرزندان مجتبی می‌باشد.

## سرگذشت
در سال ۲۰۳ هجری قمری معتصم عباسی حاکم قاین شد و زید و محمد بن موسی برادران رضا قیام کردند. محمدبن موسی در کاخک و زیدبن موسی در نبرد با سربازان مأمون در دشت آفریز به شهادت رسیدند. در همین سال عبدالله به دلیل تعقیب نظامیان مأمون پیوسته متواری بود و در حال اختفا به سر می‌برد. چون طوایف اعراب در منطقه خضری سکونت داشتند برای امنیت بیشتر بدان محل پناه برد. بعد از شهادت رضا مأمون او را برای ولایتعهدی طلب کرد و او رضا نداد. وی شعر نیکو می‌گفت و از روات احادیث بود. از بیم بنی العباس به بادیه گریخت و هم در آنجا وداع جهان گفت».

## تاریخچه بنای بقعه
بنای اولیه آرامگاه عبدالله قبل از جلوس سلسله صفویه احداث شد و در عصر سلطنت شاه طهماسب و شاه سلیمان صفوی مرمت اساسی شد و مقدار ۸ شمعدان زیبای مفرغ و مطلا از جانب سلاطین این سلسله اهدا شد. در سال ۱۳۳۶ شمسی این شمعدان‌ها به همراه تعدادی قالیچه و اثاثه زینتی آرامگاه سرقت شد ولی به طرز معجزه آسایی سارق اموال دستگیر شد و اموال تزیینی و قالیچه‌های یاد شده به دفتر آرامگاه برگردانده شد؛ اما شمعدان‌های گرانبها را که اساس سلاطین بر آنها نقش بسته بود به موزه ایران باستان تهران منتقل نمودند. به استناد اطلاعات موجود شمعدان‌های اهدائی سلاطین صفوی در موزه ایران باستان نگهداری می‌شود.
بقعه عبدالله تا قبل از سال ۱۳۴۷ پابرجا و عمارت زیبایی داشت که به شکل مربع ساخته شده بود و زیربناسی در حدود ۲۰۰ متر مربع داشت. مصالح ساختمانی آن از آجر و گچ و سطح حیاط نیز آجرفرش بود. در دیوارهای جنوبی، غربی و شمالی رواق‌های متعددی واقع که محل استراحت زوار بود ولی دیوار شرقی آن نوبنیاد و بدون صفه و رواق بود. (سالاری، محمد رضا، جغرافیای محلی کارشک، پایان‌نامه کارشناسی جغرافیا، سال ۱۳۴۳، دانشکده ادبیات مشهد، ص۳۰) متأسفانه این بنای عالی باشکوه در زلزله دلخراش شهریور ماه ۱۳۴۷ شمسی مانند همه قراء ویران شد. قسمت بالای قبر همانند دستی مساوی با مرقد او باقی ماند.

## توصیف بقعه در کتب تاریخی
محمد حسین آیتی در کتاب بهارستان دربارهٔ این بقعه این گونه می‌نویسد:
«در بلوک دشت بیاض در قریه کارشک نزدیک به قصبه فارس مشهدی شریف و مرقدی منیف واقع است که روح و صفای ظاهرش همچون بهشت عنبر سرشت است، از روحانیت و نورانیت باطنش خبر می‌دهد که فیها روح و ریحان جنت نعیم و نسیم عنبر شمیمش از مقام تقرب و زلفای صاحبش حکایت می‌کند که آن بقعه مبارکه و مقام کریم همواره استجابت دعوات و نزول برکات و ظهور کرامات بوده و مزار مزبور از قدیم مشهور و طرف توجه رجال و بزرگان است و تا چندی قبل شمعدانهای نفیس فلزی که سلاطین صفویه به آن آستان زکیه تقدیم کرده و اسامی ایشان بر آن نقش بود، از عهد شاه طهماسب و شاه سلیمان صفوی در آن موجود بوده و علی شریفش به سه واسطه به حضرت حسن مجتبی منتهی می‌گردد».

## مرگ
عبدالله بن موسی در میان قبایل عرب ثقفی و سالاری در حوالی روستای قدیم خضری به‌طور اختفاء زندگی می‌کرد تا اینکه در سال ۲۴۷ هجری قمری بر اثر بیماری مرد. بنا به وصیت او جنازه را بر شتری نهادند تا هر جا شتر زانو بزند مدفن او باشد. شتر پس از طی مسافتی در محلی نزدیکی دشت بیاض توقفی کوتاه کرد و دو مرتبه بلند شد و به راهش ادامه داد. این مقام هم‌اکنون به مزار شهرت دارد. در نهایت شتر در محل روستای کارشک توقف و جنازه او در محل فعلی به خاک سپرده شد.

## شخصیت‌های مدفون در بقعه
- مولانا ولی دشت بیاضی
- آخوند ملا علی خراشادی
- دختر امان‌الله خان همسر محمدولی اسدی تولیت آستان قدس[۵]
- امیر خلیل‌الله[۶]